# Neckera compressa
Neckera compressa là một loài rêu trong họ Neckeraceae. Loài này được (Hedw.) Müll. Hal. mô tả khoa học đầu tiên năm 1850.